# Dama col mazzolino
La Dama col mazzolino, talvolta indicata come Gentildonna dalle belle mani, è una scultura in marmo di 60 cm di altezza, realizzata verso il 1475 da Andrea del Verrocchio e conservata nel museo del Bargello a Firenze.

## Storia

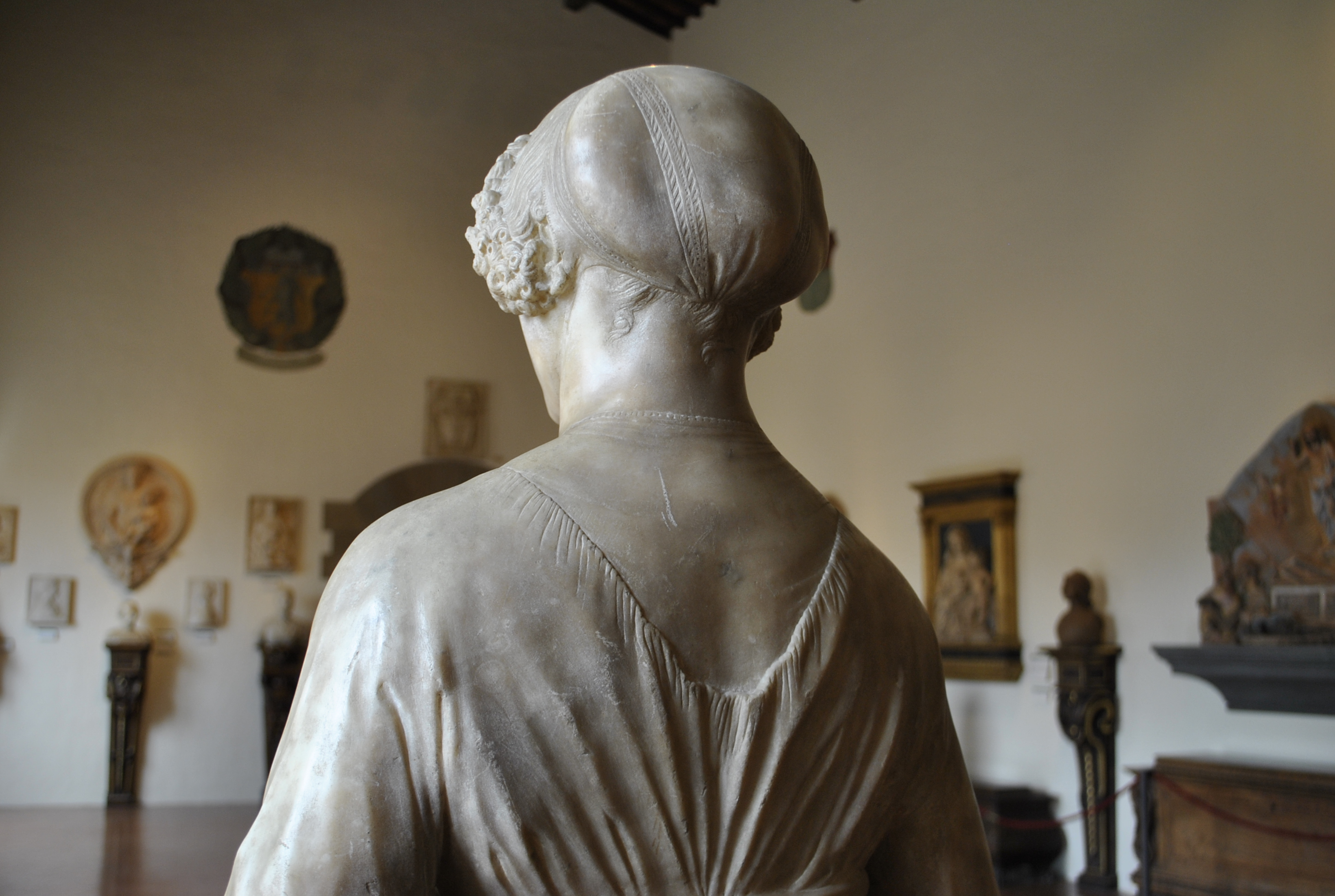
Dama col Mazzolino, retro

L'opera è un esempio emblematico del busto-ritratto che si sviluppò a Firenze nella seconda metà del XV secolo, riprendendo la tradizione medievale delle effigi devozionali in cera. Non si conosce l'identità della donna ritratta né la circostanza della committenza. A lungo l'opera è stata indicata come di provenienza medicea, identificandola con quel ritratto di Lucrezia citato nell'inventario redatto alla morte di Lorenzo de' Medici nel 1492. La Lucrezia veniva identificata con quella Lucrezia Donati, amata platonicamente da Lorenzo stesso, anche se forse la menzione era più probabilmente riferita a un ritratto di Lucrezia Tornabuoni, madre di Lorenzo. Potrebbe anche trattarsi di Fioretta Gorini, amante di Giuliano de' Medici.
In ogni caso studi più accurati sembrano oggi escludere la committenza medicea seguendo le tracce documentarie della statua, che viene menzionata per la prima volta nel testamento del nobiluomo fiorentino Francesco Ceccherini del 1822, come opera di Donatello. Nel 1825 gli eredi Ceccherini trattavano per la vendita del busto alle collezioni granducali, segnalandolo come acquistato a suo tempo da un'altra famiglia fiorentina, peraltro sconosciuta. Acquistato dalla Galleria degli Uffizi quello stesso anno da Leopoldo II, passò al Bargello con la risistemazione delle collezioni del 1873.
Nel 1882 Wilhelm Bode fu il primo a mettere in dubbio l'attribuzione donatelliana, assegnandolo a Verrocchio in base a confronti con le Virtù del Cenotafio Forteguerri a Pistoia. L'assegnazione è oggi universalmente accettata, sebbene qualcuno vi abbia voluto scorgere una possibile collaborazione di Leonardo in base alle affinità con il Ritratto di Ginevra de' Benci (1474 circa), somigliante nell'acconciatura e, presumibilmente, anche nei connotati. Esiste inoltre uno Studio di mani leonardesco di notevole affinità.

## Descrizione e stile

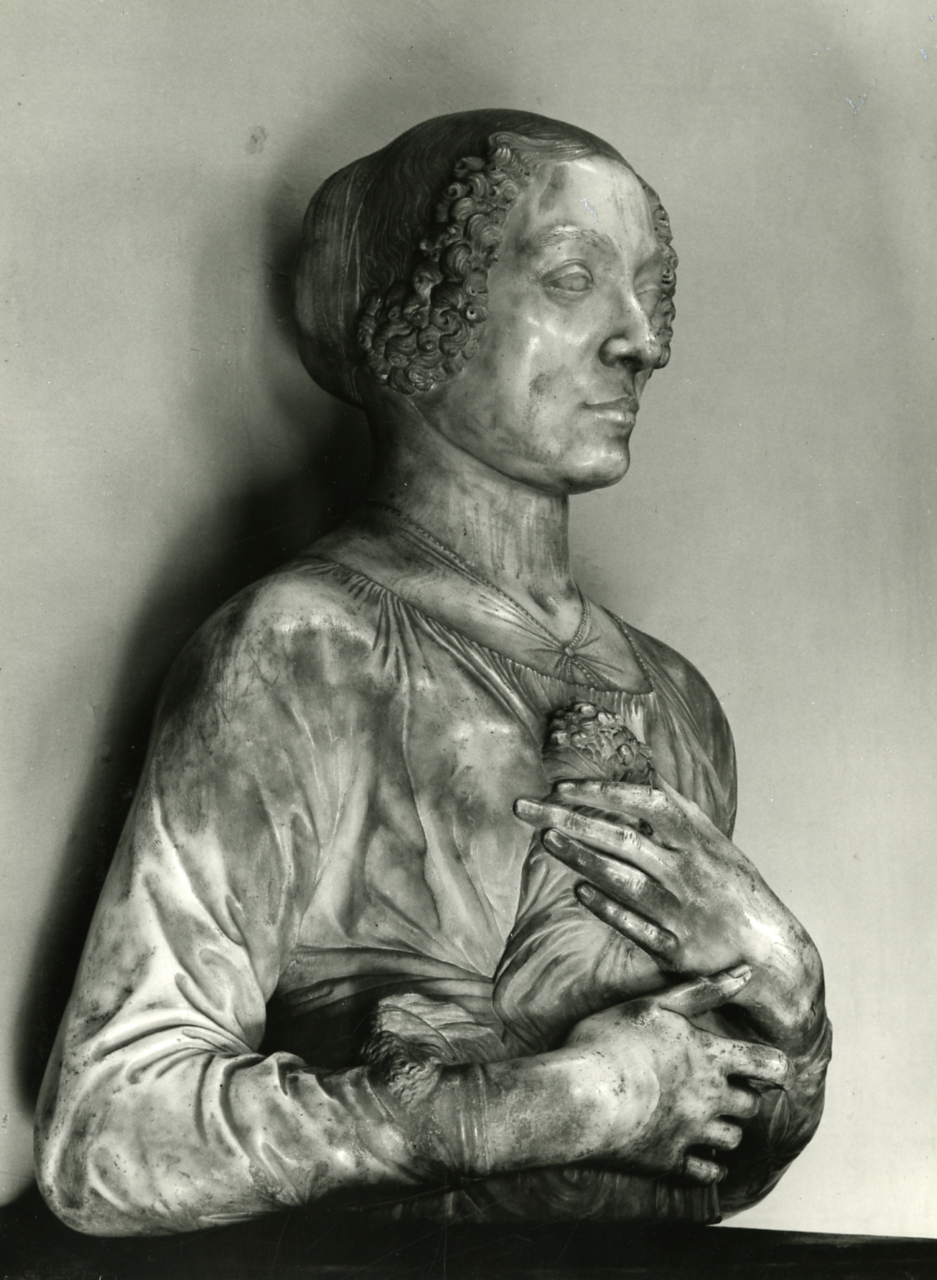
Il busto fotografato da Paolo Monti nel 1966

La Dama col Mazzolino fu un'opera innovativa nel panorama della scultura italiana dell'epoca, per il taglio della figura all'altezza dell'ombelico e per la presenza delle mani, che sono atteggiate con estrema naturalezza nel gesto della donna di stringere un mazzolino di fiori a sé. Tali elementi si riscontrano solo nella pittura nordica coeva, che a quell'epoca godeva di una larga diffusione anche a Firenze, con una minuziosa descrizione dell'abito e dell'acconciatura.
L'opera è lavorata su tutti i lati, il che fa pensare a una fruizione originaria a tutto tondo, con una particolare attenzione riservata alla gestualità delle mani, di grande impatto comunicativo. Venne evitata una rigida visione frontale e con il volto della donna leggermente girato.